# Vorstendom Palts-Neumarkt
Het vorstendom Palts-Neumarkt (Duits: Fürstentum Pfalz-Neumarkt of Pfalz-Oberpfalz) was een land binnen het Heilige Roomse Rijk. Het werd geregeerd werd door het Huis Palts-Neumarkt, een zijlinie van de Paltische tak van het Huis Wittelsbach. Palts-Neumarkt ontstond in 1410, na de verdeling van de Keur-Palts onder de vier zonen van Rooms-koning Ruprecht van de Palts. In 1448 stierf het vorstenhuis uit en viel Palts-Neumarkt aan Palts-Mosbach.
Palts-Neumarkt bestond uit het grootste gedeelte van de Opper-Palts. Het bestond uit verschillende niet aaneengesloten gebieden, die van elkaar gescheiden werden door het deel van de Opper-Palts dat in 1410 onderdeel was gebleven van de Keur-Palts. De grootste steden in het vorstendom waren de hoofdstad Neumarkt, Altdorf, Cham en Neunburg.
Johan, de eerste vorst van Palts-Neuburg, wist aan het begin van zijn regering zijn grondgebied aanzienlijk uit te breidden. Tijdens de Hussietenoorlogen streed Johan actief mee tegen de hussieten. Het vorstendom werd tijdens de oorlog echter herhaaldelijke geplunderd door binnenvallende hussietenlegers. Johan in 1443 opgevolgd door zijn zoon Christoffel, die sinds 1440 koning van Denemarken en Zweden was. Toen Christoffel in 1448 kinderloos overleed erfde zijn oom, Otto I van Palts-Mosbach, het vorstendom Neurmarkt.

## Geschiedenis

### De verdeling van de Palts
In zijn testament had rooms-koning en keurvorst Ruprecht van de Palts bepaald dat zijn bezetting na zijn dood onder zijn vier nog levende zonen verdeeld moesten worden. Toen de koning op 18 mei 1410 overleed, werd de deling uitgevoerd. Zijn oudste zoon, Lodewijk III, erfde het grootste gedeelte van de Palts en volgde Ruprecht als keurvorst. Voor de drie andere zonen werden kleinere delen van de Palts afgepitst: Johan kreeg het grootste gedeelte van de Opper-Palts met als hoofdstad Neumarkt, Stefan kreeg Simmern en Zweibrücken en Moschbach viel aan Otto I. De delingsoorkonde werd op 3 oktober 1410 bezegeld.
Paltsgraaf Johan was in 1404 door zijn vader aangesteld als eerste stadhouder van de Opper-Palts, nadat de onderhandelingen voor een huwelijk tussen Johan en prinses Michelle van Frankrijk mislukt waren. De benoeming was waarschijnlijk bedoeld om Johan betere kansen te geven op de huwelijksmarkt. In 1407 trouwde Johan met Catharina van Pommeren, een zuster van koning Erik van Denemarken, Zweden en Noorwegen. Als stadhouder van de Opper-Palts kon Johan relatief zelfstandig optreden, hoewel zijn vader de eigenlijke landsheer bleef. Na de deling moest Johan zijn kasteel in Amberg afstaan aan zijn broer Lodewijk III en vestigde hij zich in Neumarkt.
Tussen Johan en zijn oudere broer Lodewijk III ontstonden al snel conflicten. Zo was het onduidelijk tot wiens gebied het kasteel van Burgtreswitz behoorde en wie de voogdij over het klooster van Kastl had. Omdat Johan zich benadeeld voelde door zijn oudere broer zocht hij steun bij rooms-koning Sigismund van Luxemburg. Daarnaast vatte hij het plan op om zijn broer uiteindelijk op te volgen als keurvorst.

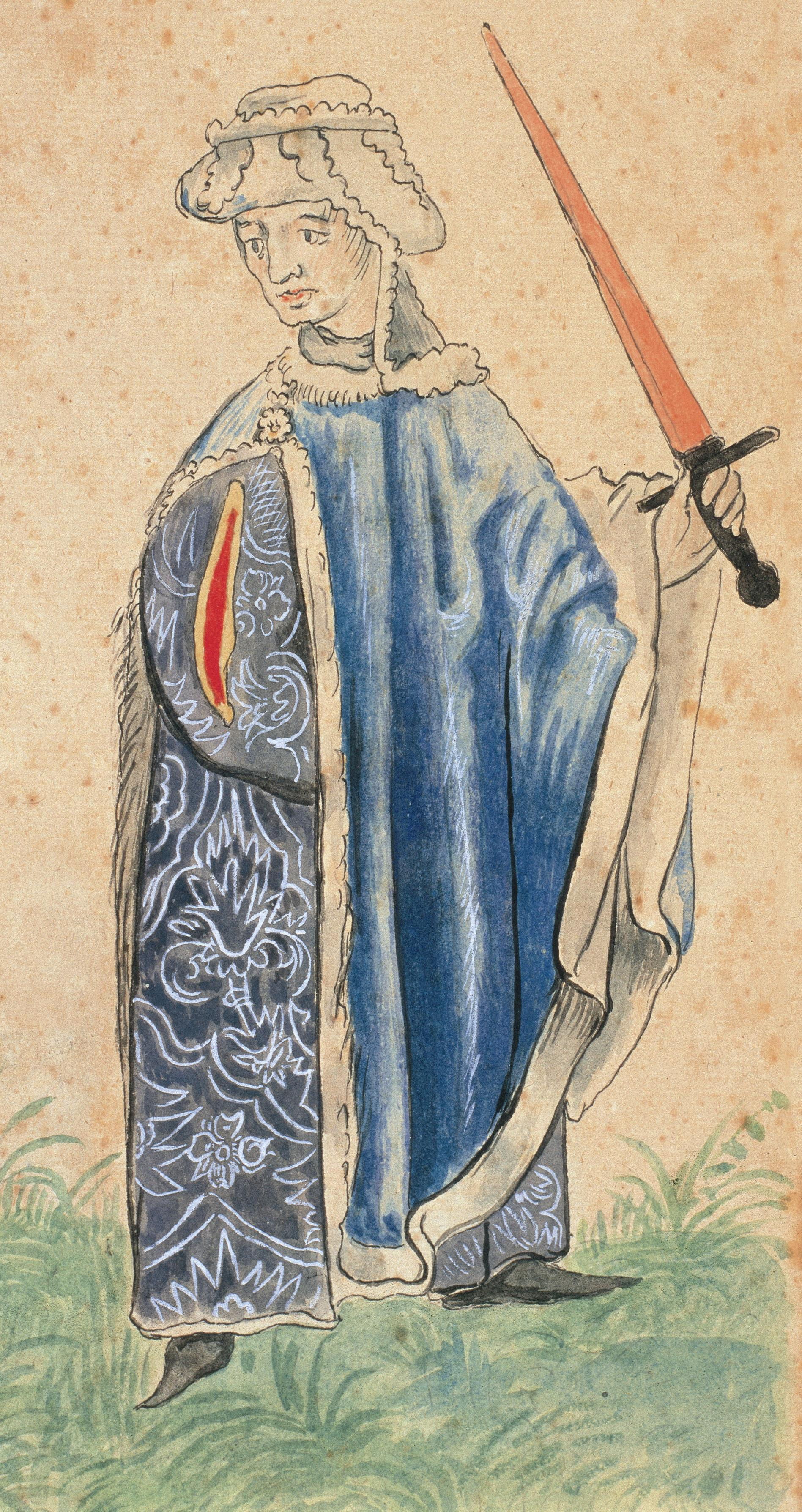
Paltsgraaf Johan van Neumarkt.

### Uitbreiding van het vorstendom
De politiek van paltsgraaf Johan was gericht op de verdere uitbreiding van zijn grondgebied. Hij wist de voogdij over de Rijksvrije abdij Waldsassen over te nemen na een conflict over de verkiezing van de abt. In 1413 kocht Johan de stad Pleystein van de landgraven van Leuchtenberg.
In 1420 brak de Beierse Oorlog uit, een gewapend conflict tussen hertog Lodewijk VII van Beieren-Ingolstadt en hertog Hendrik XVI van Beieren-Landshut. Hertog Lodewijk VII was politiek geïsoleerd, terwijl Hendrik XVI gesteund werd door de Liga van Konstanz, een verbond van rijksvorsten waar ook Johan van Palts-Neumarkt zich bij aangesloten had. Samen met Frederik I van Brandenburg, de burggraaf van Neurenberg, veroverde Johan in 1421 de Ingolstadtse gebieden in de Opper-Palts. Een deel van de veroverde gebieden werd volledig onderdeel van het vorstendom Neumarkt, zoals Freystadt en Betzenstein. Floß, Lauf, Parkstein, Vohenstrauß en Weiden kwamen als Gemeenschapsamt Parkstein-Weiden onder gemeenschappelijk bestuur van paltsgraaf Johan en Frederik I van Brandenburg. In 1427 stond Johan zijn deel van Vohenstrauß af aan Frederik I.

### De hussietengesel
In het koninkrijk Bohemen, dat direct ten Oosten van Palts-Neumarkt lag, was in 1419 een gewapende opstand uitgebroken tegen rooms-koning Sigismund van Luxemburg, die ook koning van Bohemen en Hongarije was. De hussieten, aanhangers van de Boheemse theoloog Johannes Hus, weigerden Sigismund als hun koning te erkennen. Hus was namelijk onder Sigismunds leiding op het Concilie van Konstanz wegens ketterij tot de brandstapel veroordeeld. Met steun van de paus en een aantal Duitse vorsten begon Sigismund een serie serie kruistochten om de hussieten te onderwerpen.
Paltsgraaf Johan was direct betrokken bij de oorlog in zijn buurland. In 1421 ontzetten zijn troepen de stad Tachau, die door de hussieten belegd werd. Een jaar later voorkwam hij de inname van Bischofteinitz. Daarnaast inde hij in opdracht van koning Sigismund belastingen om de oorlog te financieren. In 1426 werd Johan benoemd tot opperbevelhebber van de Duitse legers in zijn deel van het grensgebied. Johans leger versloeg op 11 september 1426 een hussitische wagenburcht in de Slag bij Klattau. Toch lukte het de Duitse troepen niet om de opstand in Bohemen te onderdrukken, en in 1427 leden de kruisvaarders en zware nederlaag in de Slag bij Tachau. De hussieten gingen vervolgens in de tegenaanval: vanaf 1427 ondernamen ze regelmatig plundertochten tot ver over de Boheemse grens. De meeste steden in Palts-Neumarkt konden de aanvallers afweren. Het platteland leed echter zwaar onder de rooftochten en was aan het einde van de oorlog grotendeels verwoest.
In Augustus 1431 organiseerde de Duitse vorsten een laatste een kruistocht naar Bohemen. Het ridderleger, dat mede door Johan was uitgerust, werd echter vernietigend verslagen in de Slag bij Taus. In 1433 vielen de hussieten voor de laatste keer de Opper-Palts binnen. Op de terugtocht naar Bohemen wist Johans leger hen te verslaan in de Slag bij Hiltersried. Omdat Johan was een van de weinige Duitse legeraanvoerders was die de hussieten meerdere keren wist te verslaan, werd hij door zijn tijdgenoten "de hussietengesel" genoemd. Uiteindelijk werd de reeks oorlogen beëindigd doordat er een richtingenstrijd was uitgebroken binnen de hussitische beweging zelf. De gematigde Utraquisten sloten in 1436 vrede met Sigismund en huldigden hem als koning.

### Regent van de Opper-Palts
Johans oudere broer, keurvorst Lodewijk III, stierf in 1436. Johan probeerde de voogdij over diens minderjarige zoon te krijgen, en zo regent van de Palts te worden. In januari 1437 trok Johan zich echter terug ten gunste van zijn jongste broer Otto I van Palts-Mosbach. Otto benoemde Johan vervolgens tot regent van de gehele Opper-Palts. Als regent verbleef Johan in Amberg. In 1442 werd zijn neef meerderjarig en vertrok Johan opnieuw naar Neumarkt. Niet lang daarna trok hij zich terug in de Abdij van Kastl, waar hij op 14 maart 1443 overleed.

### Koning Christoffel
Johan werd opgevolgd door zijn enige zoon, Christoffel van Beieren. Via zijn moeder was Christoffel een neef van Erik van Pommeren, koning van Denemarken, Noorwegen en Zweden. Erik werd in 1439 afgezet en de Deense Rijksraad koos Christoffel tot zijn opvolger. De aartsbisschop van Lund kroonde Christoffel in 1440 tot koning van Denemarken, en gaf hem de titel "archirex", om zijn bijzondere positie als koning van de drie Scandinavische koninkrijken mee te onderstrepen. Christoffel regeerde zijn rijk vanuit Kopenhagen. Hij liet Palts-Neumarkt besturen door twee ridders, Hans von Parsberg en Martin von Wildenstein. In 1445 benoemde hij Albrecht Muracher tot zijn plaatsvervanger. Twee jaar later gaf hij het bestuur en de inkomsten van zijn Beierse gebieden aan zijn oom Otto I van Palts-Mosbach. Christoffel stierf plotseling op 5 januari 1448, zonder kinderen of een testament na te laten.
De erfenis viel aan Christoffels ooms, Stefan van Palts-Simmern-Zweibrücken en Otto I van Palts-Mosbach. Stefan had geen interesse in de Opper-Paltische gebieden en drong aan op een financiële genoegdoening. Tegen betaling van 96.000 Rijnse gulden stond Stefan zijn erfdeel af aan zijn broer. Palts-Neumarkt werd als een geheel verenigd met Palts-Mosbach.

## Vorsten
- 1410-1443: Johan
- 1443-1448: Christoffel